# Мадридский политехнический университет
Мадридский политехнический институт, так же Технический университет Мадрида, или иногда его называют Политехническим университетом Мадрида (исп. Universidad Politécnica de Madrid) — испанский университет, расположенный в Мадриде. Основан в 1971 году в результате объединения различных учебных заведений технического профиля. Более 35 000 студентов.
По данным ежегодного рейтинга вузов, проведенного компанией «Эль Мундо», Технический университет Мадрида занимает высшее место среди технических университетов в Испании, и второе в целом после Мадридского университета Комплутенсе. 
Университет является частью сети инженерных учебных заведений TIME по всей Европе. Ведёт активную деятельность по международному студенческому обмену, а также активную научно-исследовательскую работу.

## История
Основан в 1971 году, хотя большинство его отделений имеют возраст более сотни лет и были основаны ещё в 18 и 19 веках. Одним из элементов Мадридского политехнического университета была Королевская школа Математики, созданная в 1582 году.
На территории университета находится Музей Торреса-и-Кеведо.

## Школы

### Школа военно-морской техники
Создана в 1772 году

### Школа горного дела
Создана в 1777 году

### Школа гражданского строительства
Создана в 1802 году

### Лесотехническая Школа
Создана в 1835 году

### Школа промышленной инженерии
Создана в 1842 году

### Школы сельского хозяйства, продовольствия и инженерии
Создана в 1855 году

### Школа телекоммуникаций (электрической и компьютерной инженерии)
Создана в 1913 году

### Инженерно-авиационное училище
Создана в 1939 году

### Школа компьютерных наук инженерии и математики
Создана в 1969 году

### Школа физической активности и спортивных наук
Создана в 1998 году

### Школы Технических специалистов и
Университет также готовит техников в различных школах

## Кампусы
Школы УПМ расположены по всему Мадриду, в четырёх районах:
- Университетский город, или Монклоа кампус
- Кампус Монтеганседо
- Южный кампус (Политехнический комплекс Вальекас)
- Центральный Кампус (исторический центр Мадрида).

## Известные выпускники
- Флорентино Перес, «Реал Мадрид»
- Рафаэль Бенитес, футбольный менеджер
- Хосеп Боррель, политик, президент Европарламента и бывший министр
- Леопольдо Кальво Сотело, бывший премьер-министр Испании
- Педро Дуке, космонавт
- Рафаэль Монео, архитектор
- Хуан Мата, атакующий полузащитник английского клуба Премьер-лиги «Манчестер Юнайтед»
- Альфонсо Фейхоо, регбист, президент Испанской федерации регби

## Галерея изображений
- Флаг УПМ
- Солнечные часы в Институте солнечной энергии
- Вход в ректорат
- Суперкомпьютер